# Design de services
Le design de services s'intéresse à la fonctionnalité et à la forme des services du point de vue de l'utilisateur, l'usager, le client. Il a pour objectif de s'assurer que l'interface du service est utile, utilisable et désirable du point de vue du client et efficace, performante et — quand il s'agit d'un produit commercialisé — « différenciante » du point de vue du fournisseur.
Souvent, un service va être associé à un objet ou à des objets permettant l'interaction avec l'utilisateur (borne, application sur téléphone mobile ou encore service Web). Le « designer de service » va donc s'intéresser aux attentes et aux comportements de l'utilisateur final, pour adapter l'interface et les modalités d'interactions.
C'est un domaine alliant les sciences cognitives, les technologies et la créativité.
Le design de services repose sur la scénarisation créative d’une succession d’événements, d’actions et de résultats. Il s’agit d’une activité de conception qui organise des informations et des situations afin d’en augmenter l’efficacité, la perception et la qualité.